# Antarchaea allecta
Antarchaea allecta là một loài bướm đêm trong họ Noctuidae.